# Brăila
Brăila ([brəˈila]; Ausspracheⓘ) ist die Kreishauptstadt des gleichnamigen Kreises und Sitz der Planungsregion Südost in Rumänien.

## Geographische Lage

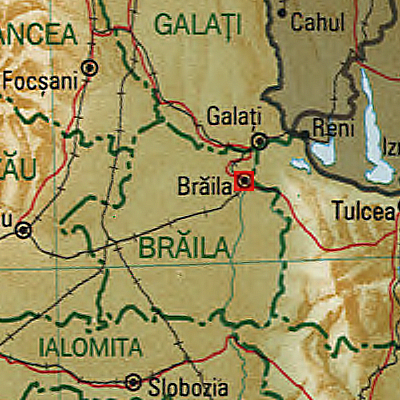
Brăila (rotes Viereck) im Kreis Brăila

Brăila liegt in der Region Walachei am linken Ufer des Unterlaufs der Donau.

## Geschichte
Die ältesten archäologischen Funde auf dem Gebiet der heutigen Stadt stammen ca. aus dem Jahr 4000 v. Chr.

### Zwischen Walachei und Osmanischem Reich
Eine erste Siedlung an dieser Stelle wird um 1350 im spanischen Buch Libro de conoscimiento unter dem Namen Drinago erwähnt, griechische Dokumente derselben Ära erwähnen die Namen Proilabum oder Proilava. Die älteste erhaltene urkundliche Erwähnung stammt aus dem Jahr 1368, als der walachische Fürst Vladislav I. Kaufleuten aus Kronstadt erlaubte, in Brăila Handel zu betreiben.
Von 1538 bis 1829 wurde die Stadt von den Türken beherrscht einschließlich des weiteren Umlandes (praktisch der gesamte heutige Kreis Brăila); unter ihrer Herrschaft hieß die Stadt Ibrail oder Ibraila und war ein Zentrum des Islam in der Walachei. Brăila war auch das Zwischenlager der von der Walachei an das Osmanische Reich gezahlten Tribute, was es mehrfach zum Angriffsziel machte. Am 2. Februar 1470 beispielsweise griff Ștefan cel Mare die Stadt an, plünderte sie, brannte sie nieder und unterwarf in der Schlacht die Truppen des mit den Türken verbündeten walachischen Fürsten Radu cel Frumos.
Am 7. Juni 1828 kapitulierte die Stadt im Laufe des Russisch-Türkischen Krieges 1828–29 vor der russischen Armee. In den zwei darauffolgenden Wochen wurden sämtliche Festungen in Norddobrudscha eine nach der anderen besetzt, darunter Măcin, Tulcea, Hârșova und Constanța.

### Teil Rumäniens
Seit 1829 (Friede von Adrianopel 1829) gehörte Brăila wieder zur Walachei, seit 1859 zu Rumänien. In dieser Zeit wurde die Stadt eines der Zentren der bulgarischen Exilgemeinschaft. Hier wurde 1869 die Bulgarische Literarische Gesellschaft (bulgarisch Българско книжовно дружество, ab 1911 Bulgarische Akademie der Wissenschaften) gegründet. Um 1870 wurde der Hafen modernisiert; gleichzeitig erhielt die Stadt durch den Bau der Bahnstrecke Bukarest–Galați–Roman Anschluss an das Eisenbahnnetz. Im frühen 20. Jahrhundert erreichte die Stadt ihre Blütezeit als bedeutender Handelshafen. Nach dem Zweiten Weltkrieg – während der kommunistischen Herrschaft – erfolgte die planmäßige Ansiedlung von Industriebetrieben.
1968 wurde Brăila zum Munizipium erklärt und war 2011 die elftgrößte Stadt Rumäniens.

### Modernes Stadtbild
Die gut erhaltene Altstadt von Brăila liegt am linken Donau-Ufer auf einem flachen Plateau. Das Labyrinth schmaler Straßen, uriger Wohnhäuser und alter orthodoxer Kirchen rund um den zentralen Traiansplatz blieb von Neubauten weitgehend verschont, zeigt sich allerdings teilweise renovierungsbedürftig. Um die Altstadt mit Fußgängerzone und Stadtpark schließen sich halbkreisförmig konzentrisch angelegte Boulevards, die im 19. Jahrhundert angelegt wurden. Auf Stadtplänen ähnelt Brăila dadurch einem riesigen, zur Donau hin geöffneten Amphitheater.
Am 15. Januar 2018 wurde der Vertrag zum Bau einer Donaubrücke bei Brăila unterzeichnet. Sie ist seit ihrer Fertigstellung im Juli 2023 die größte Brücke Rumäniens und eine der längsten Hängebrücken in Europa.

## Bevölkerung
1930 wurden in der Stadt etwa 68.000 Einwohner registriert, darunter ca. 51.500 Rumänen, 6000 Juden, 4500 Griechen, je 1000 Russen und Ungarn sowie 600 Deutsche.
Bei der Volkszählung 2002 lebten in Brăila 216.292 Bewohner, davon ca. 210.000 Rumänen, 3500 Russen, 1600 Roma, 300 Griechen, 160 Türken und 100 Ungarn.
2011 fiel die Zahl der Bevölkerung auf 180.302. 162.565 davon waren Rumänen, 2025 bekannten sich als Roma, 1926 als Lipowaner, 174 als Griechen, 150 Türken, 45 Ungarn, 35 Mazedonier, 34 Italiener und je 28 bekannten sich als Deutsche und Ukrainer.

## Wirtschaft und Infrastruktur

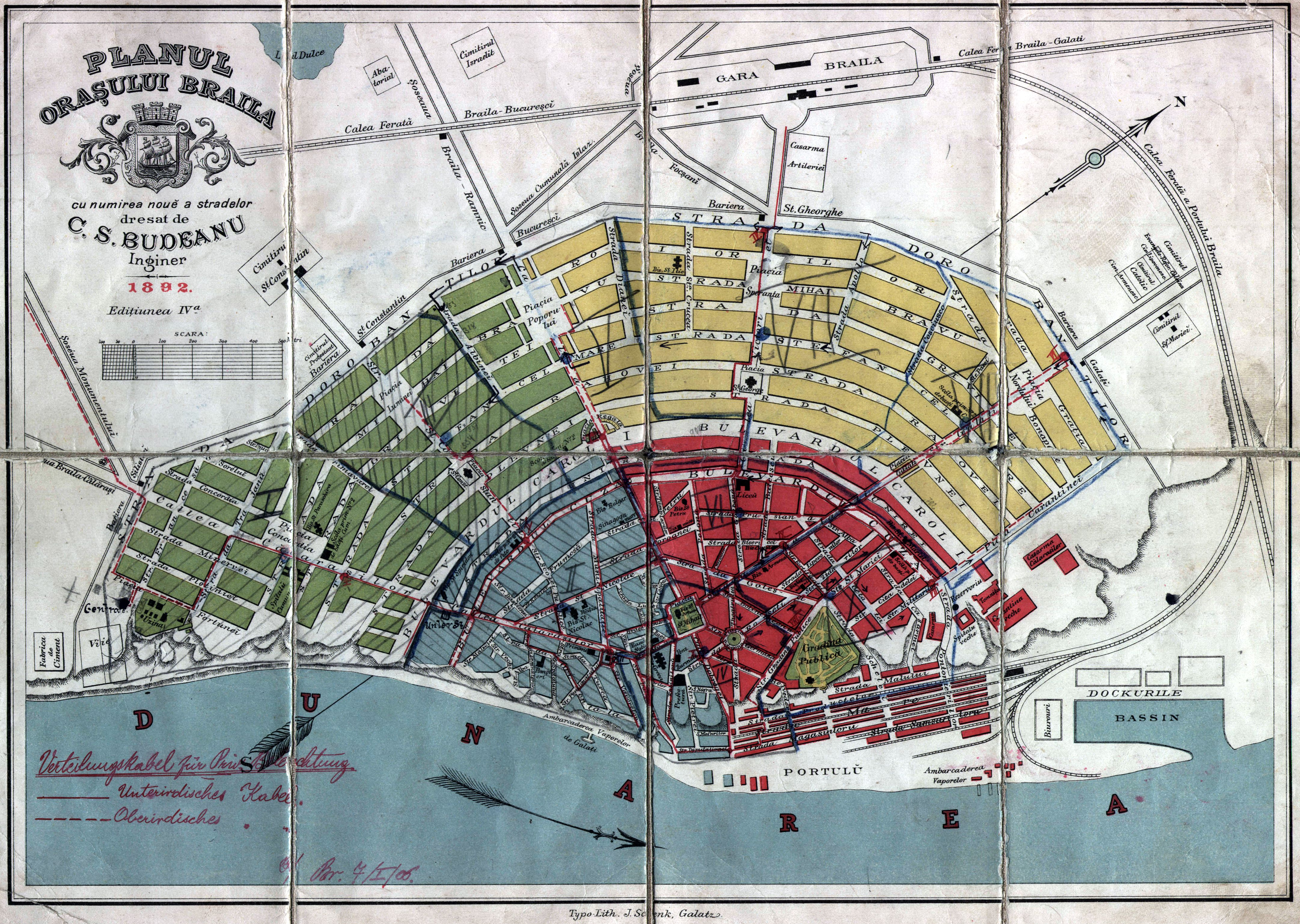
Stadtplan von 1892

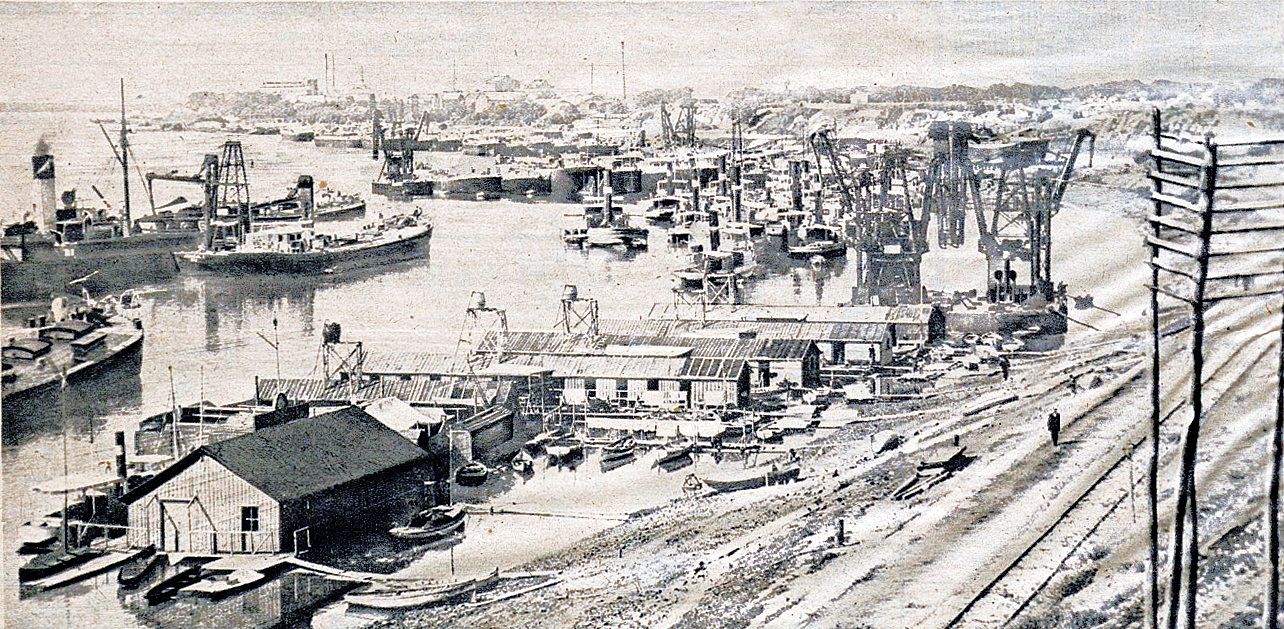
Donauhafen Brăila (1917)

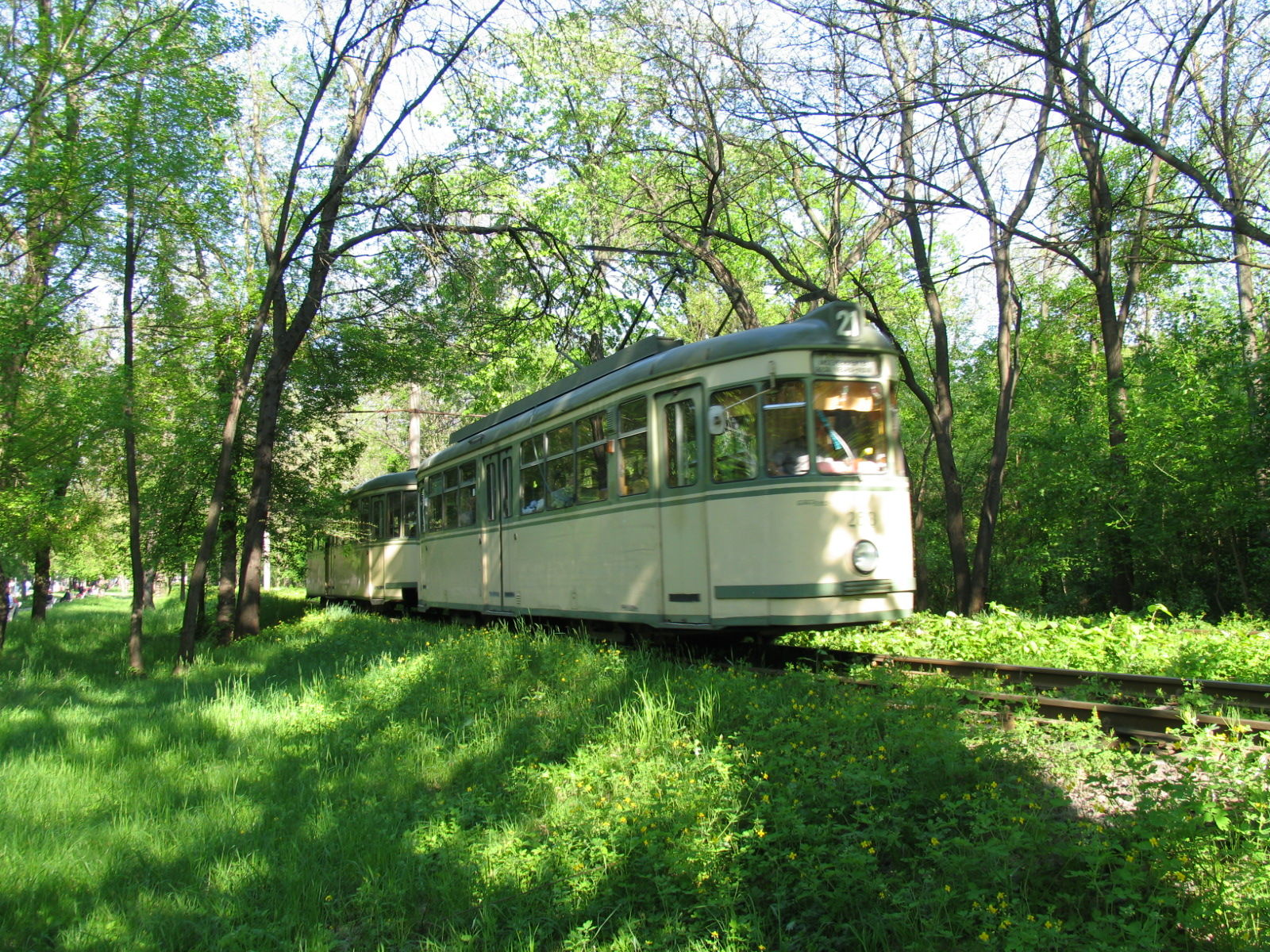
Straßenbahn in Brăila

Brăila verfügt über einen Frachthafen an der Donau. Nördlich des Stadtzentrums verkehrt eine Fähre an das rechte Donauufer nach Smârdan. Diese Verbindung ist Teil der Europastraße 87. Vom Bahnhof in Brăila verkehren mehrmals täglich Züge nach Galați, Ploiești und Bukarest. Der Nahverkehr wird mit Bussen, Großtaxis und durch fünf Straßenbahnlinien bewältigt. Die Straßenbahn Brăila ist die älteste elektrisch betriebene Straßenbahn in Rumänien; die erste Linie wurde 1901 eröffnet.

## Sehenswürdigkeiten
- Das historische Stadtzentrum steht unter Denkmalschutz.[13]
- Die orthodoxe Kirche Sfinții Arhangheli Mihail și Gavril,[14] im 18. Jahrhundert errichtet, steht unter Denkmalschutz.[13]
- Die armenische Kirche Sfânta Maria, 1867 bis 1871 errichtet.[15]
- Die bulgarische Kirche Înălțarea Domnului, 1868 bis 1882 errichtet.[16]
- Die römisch-katholische Kirche Adormirea Maicii Domnului, 1855 errichtet.[17]
- Die evangelische Kirche, 1885 von Rumäniendeutschen errichtet[18]
- Die griechische Kirche Buna Vestire,[19] 1863 bis 1872 errichtet, steht unter Denkmalschutz.[13]
- Die orthodoxe Kirche Sfântul Ierarh Nicolae, wurde nach einem Brand vom 6. Dezember 1860 erneut (nach unterschiedlichen Angaben) 1861–1864 oder 1863–1865 errichtet.[20]
- Die orthodoxe Kathedrale Acoperământul Maicii Domnului, 1880 von Lipowaner errichtet.[21]
- Das Gymnasium Herș Leib și Netty Schäffer, 1912 errichtet, steht unter Denkmalschutz.[13]
- Gedenkhaus für Panait Istrati
- Reste der Burg (11.–16. Jahrhundert)
- Schauspielhaus

## Städtepartnerschaften
Partnerstädte von Brăila sind:
- Calais in Frankreich
- Plewen und Schumen in Bulgarien
- Argostoli und Katerini in Griechenland
- Bitola und Kavadarci in Nordmazedonien
- Beşiktaş, Denizli und Nilüfer in der Türkei